# Synnotum pembaense
Synnotum pembaense är en mossdjursart som beskrevs av Campbell Easter Waters 1913. Synnotum pembaense ingår i släktet Synnotum och familjen Epistomiidae. Inga underarter finns listade i Catalogue of Life.